# Hoplitis karikalensis
Hoplitis karikalensis är en biart som först beskrevs av Peters 1972.  Hoplitis karikalensis ingår i släktet gnagbin, och familjen buksamlarbin. Inga underarter finns listade i Catalogue of Life.